# Mijeneț, Starîi Sambir
Mijeneț (în ucraineană Міженець) este localitatea de reședință a comunei Mijeneț din raionul Starîi Sambir, regiunea Liov, Ucraina.

## Demografie
Componența lingvistică a localității Mijeneț
     Ucraineană (93,09%)
     Alte limbi (0,54%)
Conform recensământului din 2001, majoritatea populației localității Mijeneț era vorbitoare de ucraineană (93,09%), existând în minoritate și vorbitori de polonă (6,28%).